# Cuiping
Cuiping är ett stadsdistrikt och säte för stadsfullmäktige i Yibin i Sichuan-provinsen i sydvästra Kina.